# جواو كارلوس كاردوسو سانتو
جواو كارلوس كاردوسو سانتو (1 مارس 1995 في البرازيل - ) هو لاعب كرة قدم برازيلي في مركز مهاجم ‏. لعب مع نادي بوا إيسبورت.

## وصلات خارجية
- جواو كارلوس كاردوسو سانتو على موقع قاعدة بيانات كرة القدم.إي يو (الإنجليزية)
- جواو كارلوس كاردوسو سانتو على موقع Soccerway.com (الإنجليزية)